# Rajd Sojuz 1985
Rajd Sojuz 1985 (Ralli Sojuz 1985 ros. Paлли Coюз 1985) – kolejna edycja rajdu samochodowego Rajd Sojuz rozgrywanego w ZSRR. Rozgrywany był od 8 do 10 lutego 1985 roku. Rajd był pierwszą rundą Rajdowego Pucharu Pokoju i Przyjaźni w roku 1985.

## Klasyfikacja rajdu
| Miejsce                        | Kierowca                       | Pilot                          | Samochód                       | Czas                           | Strata                         |                                |
| Klasyfikacja generalna i RPPiP | Klasyfikacja generalna i RPPiP | Klasyfikacja generalna i RPPiP | Klasyfikacja generalna i RPPiP | Klasyfikacja generalna i RPPiP | Klasyfikacja generalna i RPPiP | Klasyfikacja generalna i RPPiP |
| ------------------------------ | ------------------------------ | ------------------------------ | ------------------------------ | ------------------------------ | ------------------------------ | ------------------------------ |
| 1.                             | Nikolay Bolshikh               | Igor Bolshikh                  | Lada VAZ 2105 VFTS             | 2:19:49                        | -                              |                                |
| 2.                             | Hardi Mets                     | Udo Mets                       | Lada VAZ 2105 VFTS             | 2:21:35                        | +1:46                          |                                |
| 3.                             | Vladislav Shtykov              | Igor Kolobayev                 | Moskvich 2140 SL               | 2:23:26                        | +3:37                          |                                |
| 4.                             | Raido Rüütel                   | Tõnu Vunn                      | Lada VAZ 2105 VFTS             | 2:25:14                        | +5:25                          |                                |
| 5.                             | Vladislav Voytovich            | Viktor Timkovskiy              | Lada VAZ 2105 VFTS             | 2:26:17                        | +6:28                          |                                |
| 6.                             | Valeriy Filimonov              | Mikhail Devel                  | Moskvich 2140 SL               | 2:27:39                        | +7:50                          |                                |
| 7.                             | Ilmar Raissar                  | Rein Talvar                    | Lada VAZ 2105 VFTS             | 2:28:37                        | +8:48                          |                                |
| 8.                             | Ivars Caune                    | Andris Šimkus                  | Lada VAZ 2105 VFTS             | 2:30:41                        | +10:52                         |                                |
| 9.                             | Marian Bublewicz               | Ryszard Żyszkowski             | FSO Polonez 2000               | 2:32:15                        | +12:26                         |                                |
| 10.                            | Vallo Soots                    | Toomas Putmaker                | Lada VAZ 2105 VFTS             | 2:32:25                        | +12:36                         |                                |

| Miejsce                      | Państwo                      |                              |
| Klasyfikacja drużynowa CoPaF | Klasyfikacja drużynowa CoPaF | Klasyfikacja drużynowa CoPaF |
| ---------------------------- | ---------------------------- | ---------------------------- |
| 1.                           | ZSRR                         |                              |
| 2.                           | Bułgaria                     |                              |
| 3.                           | Polska                       |                              |
| 4.                           | NRD                          |                              |